# New South Wales Open 1975
Il New South Wales Open 1975 è stato un torneo di tennis giocato sull'erba. È stata l'84ª edizione del torneo, che fa parte del Commercial Union Assurance Grand Prix 1975 e del Women's International Grand Prix 1975. Si è giocato a Sydney in Australia dal 15 al 21 dicembre 1975.

## Campioni

### Singolare maschile
Ross Case ha battuto in finale  John Marks con il punteggio di 6–2 6–1

### Singolare femminile
Evonne Goolagong Cawley ha battuto in finale  Sue Barker con il punteggio di 6–2, 6–4

### Doppio maschile
John Marks /  Mark Edmondson hanno battuto in finale  Chris Kachel /  Peter McNamara con il punteggio di 6–1, 6–1

### Doppio femminile
Evonne Goolagong Cawley /  Helen Gourlay-Cawley hanno battuto in finale  Heidi Eisterlehner /  Helga Masthoff con il punteggio di 6–3, 4–6, 6–3